# Rafael Rodrigo Klein
Rafael Rodrigo Klein (Poço das Antas, 28 de março de 1990) é um árbitro de futebol brasileiro. Pertence ao quadro de arbitragem da Federação Internacional de Futebol (FIFA) desde 2024. Ficou mais conhecido pela sua arbitragem na partida entre Corinthians e São Paulo, realizada no dia 29 de setembro de 2024, quando foi duramente criticado por jornalistas esportivos, torcedores e dirigentes após expulsar dois atletas do time alvinegro e se abster de punir de igual maneira os atletas do São Paulo.

## Biografia e carreira
Rafael Rodrigo Klein é natural de Poço das Antas, município do estado do Rio Grande do Sul. É filho de Rejane Bergmann Klein e Arci Silverio Klein. Sua formação inicial se deu na Escola Valentim Schneider até a conclusão do ensino fundamental, quando com quinze anos de idade ingressa no Seminário São José, na cidade de Gravataí. Conclui sue ensino médio no Colégio São Francisco, na cidade de Porto Alegre, no ano de 2007. 
Rafael tem graduação em Licenciatura em Educação Física pela Universidade Federal de Santa Maria (UFSM) e Especialização em Educação Física Escolar pela mesma universidade. No início de sua carreira profissional, atuou como professor de escolinha de futsal e professor dos anos finais do ensino fundamental na Escola Medianeira, localizado no cidade de Santa Maria/RS. Atualmente, Rafael cursa bacharelado em Educação Física na Universidade Federal do Rio Grande do Sul (UFRGS), em Porto Alegre, e é coordenador do Departamento de Esportes do município de Poço das Antas.

O início na arbitragem se deu quando ainda estava realizando sua graduação na Universidade Federal de Santa Maria, momento em que foi convidado a apitar uma competição interna promovida para angariar fundos para a formatura e, como precisava de renda para se manter na cidade, aceitou a função.
“Eu acabei me identificando com aquilo. Não sei como explicar, mas me identifiquei com a parte disciplinar, parte do senso de justiça, que são valores que eu prezo muito enquanto pessoa.” 

— Rafael Rodrigo Klein, em entrevista à Rádio Independente.
Depois dessa primeira experiência, Rafael Klein passou a se interessar pela função, iniciando sua trajetória na arbitragem em jogos amadores da cidade de Santa Maria. Seu ingresso na Comissão Estadual de Árbitros de Futebol se deu em 2012, após participação no curso promovido pela Federação Gaúcha de Futebol (FGF), debutando em partidas oficiais da FGF no ano de 2014 e recebendo o escudo da CBF em 2021.
Sua estreia no Brasileirão da Série A foi em 5 de outubro de 2022, no empate entre Athletico-PR e Fortaleza pela 30ª rodada do campeonato. O ano de 2023 marcou o ápice de sua carreira, sendo eleito o melhor árbitro do Campeonato Gaúcho daquele ano e apitando 36 partidas oficiais pela Confederação Brasileira de Futebol (CBF), totalizando 23 pelo Campeonato Brasileiro da Série A.

O início do ano de 2024 se tornou importante para a carreira de Rafael Klein, tendo oficializada sua indicação para integrar o quadro da FIFA no dia 03 de janeiro daquele ano.
“A gente passou mas ficou sem resposta. Muitos árbitros fizeram esse teste físico nos outros estados, então não sabíamos se já era uma projeção ou não. Não tivemos nenhuma sinalização.[...] Meu telefone começou a tocar, mensagens e mensagens, mas eu não sabia o que dizer porque não era nada oficial. Imagina se eu fosse dizer “sim, eu fui indicado”, e daqui a pouco sai algo oficial que não é verdade” 

— Rafael Rodrigo Klein, em entrevista à Rádio Independente.
No entanto, sua carreira no ano de 2024 vem sendo marcada por inúmeras polêmicas. Na partida entre Flamengo e Fluminense, pela 11ª rodada do Brasileirão da Série A, Rafael Klein assinalou um pênalti para a equipe rubronegra aos 41 minutos do segundo tempo, após Bruno Henrique ser derrubado por Calegari dentro da área. Segundo especialistas em arbitragem, Bruno Henrique teria empurrado Calegari pelas costas antes de sofrer a ação faltosa. O lance decidiu a vitória do Flamengo por 1 a 0 sobre o rival.

## A polêmica arbitragem de São Paulo e Corinthians
Em 29 de setembro de 2024, no confronto entre São Paulo e Corinthians, partida valida pela 29ª rodada do Campeonato Brasileiro da Série A, a arbitragem de Rafael Klein foi duramente criticada por especialistas em arbitragem, dirigentes e torcedores. Para muitos, o seu critério utilizado para a punição com cartões amarelos e vermelhos foi desigual. 
Logo aos 27 minutos do 1º tempo, Klein adverte Fagner com cartão amarelo após falta cometida em Lucas no meio-campo. O motivo da punição, segundo súmula da partida, teria sido pelo rodízio de faltas cometidas em cima do atleta são paulino. A equipe alvinegra contesta o critério utilizado, levando em consideração que o atleta José Martinez sofreu duas faltas duras seguidas ainda no 1º tempo, sem punição para a equipe adversária.
Dois minutos depois, aos 29 minutos, André Ramalho comete falta em Calleri no campo de defesa da equipe do São Paulo. Ao ser derrubado, o atleta da equipe tricolor projeta o braço para trás, atingindo o rosto do zagueiro do Corinthians, lance muito criticado pela equipe alvinegra, que pedia cartão para o atacante são paulino. Ainda aos 30 minutos da primeira etapa, após disputa aérea, Romero recebe uma cotovelada de Arboleda dentro da área, resultando em um corte em sua boca. O árbitro novamente nada assinala, causando revolta no atleta alvinegro, que passa a tentar dialogar com o árbitro e acaba por ser punido com cartão amarelo, mesmo sendo o capitão da equipe. Esse lance foi bastante discutido nos programas esportivos após o fim da partida, com a maioria defendendo que o árbitro deveria ter assinalado pênalti e expulsado Arboleda.
Aos 49 minutos do 1º tempo, após lance na área, Fagner comete falta em Calleri, ação entendida como faltosa por Rafael Klein após consulta à cabine do VAR. Com o pênalti bem assinalado por entrada temerária, Klein apresenta o segundo cartão amarelo para Fagner, resultando na expulsão do atleta alvinegro. Após conversão da batida, Lucas abre o placar para o São Paulo.
No segundo tempo, aproximadamente aos 14 minutos, Yuri Alberto toca uma bola para Memphis Depay e corre pela linha lateral em direção à linha de fundo, mas acaba recebendo ação faltosa de Alan Franco, que deixa o cotovelo em seu rosto para bloquear sua ultrapassagem. Rafael Klein não assinalou falta, deixando o lance seguir, e o VAR não solicitou revisão. Logo em seguida, após assinalar falta no meio de campo em favor da equipe do Corinthians, Luciano provoca André Ramalho aplicando um chapéu no defensor com a partida já paralisada. O atleta alvinegro então responde a provocação com uma cotovelada no rosto do Luciano. Rafael Klein é orientado pelo VAR a ir revisar o lance e toma a decisão de aplicar o cartão vermelho a André Ramalho, expulsando-o da partida. Contudo, como contesta a equipe alvinegra, o árbitro deixa de advertir com cartão amarelo Luciano por provocação, fato que ocasionaria sua expulsão, uma vez que já havia recebido cartão amarelo aos 10 minutos do 1º tempo em entrada temerária no próprio defensor corintiano.
Ainda na mesma partida, deixou de assinalar na súmula cânticos homofóbicos entoados pela torcida tricolor. A partida encerrou 3 a 1 para o São Paulo.